# Hybogaster giganteus
Hybogaster giganteus är en svampart som beskrevs av Singer 1964. Hybogaster giganteus ingår i släktet Hybogaster och familjen Hybogasteraceae.   Inga underarter finns listade i Catalogue of Life.